# Città della Pieve
Città della Pieve es una localidad italiana de la provincia de Perugia, región de Umbría, con 7.663 habitantes.

## Evolución demográfica
| Gráfica de evolución demográfica de Città della Pieve entre 1861 y 2011 |
|                                                                         |
| Fuente ISTAT - Elaboración gráfica por parte de Wikipedia               |

## Ciudades hermanadas
- Saint-Cyr-sur-Mer
- Denzlingen